# يوناس كوخر
يوناس كوخر هو موسيقي وملحن سويسري، ولد في أغسطس 1977 في مدينة نيون في سويسرا.

## وصلات خارجية
- الموقع الرسمي
- يوناس كوخر على موقع ميوزك برينز (الإنجليزية)
- يوناس كوخر على موقع ديسكوغز (الإنجليزية)